# Frankford Yellow Jackets

Logo der Yellow Jackets im Jahr 1927

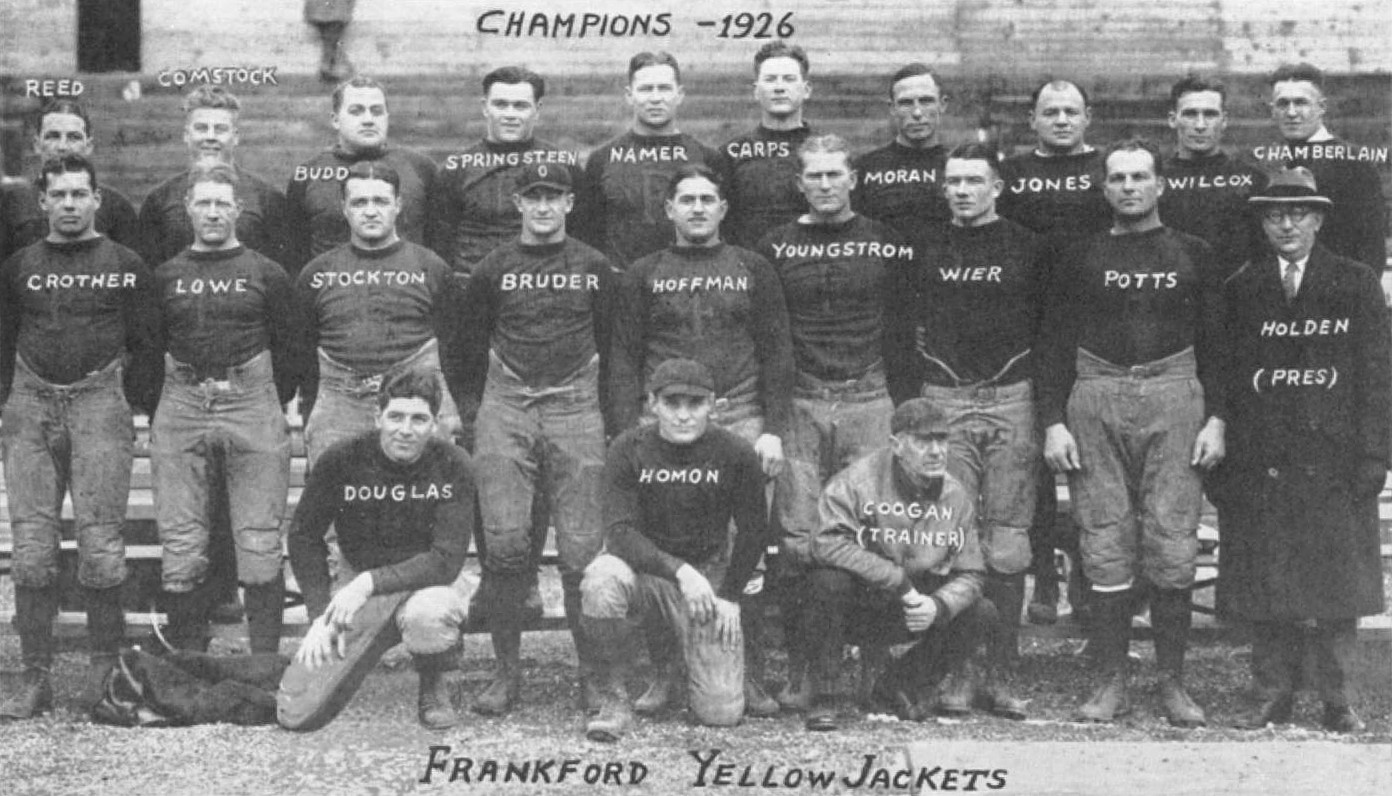
Meisterschaftsmannschaft der Frankford Yellow Jackets 1926

Die Frankford Yellow Jackets waren ein American-Football-Team zu Beginn des 20. Jahrhunderts. Das im Stadtteil Frankford der Stadt Philadelphia beheimatete Team nahm von 1924 bis 1931 am Spielbetrieb der NFL teil und gewann 1926 die Meisterschaft. Bis 1930 spielte das Team im Frankford Stadium (auch Yellow Jacket Field) genannt.

## Geschichte

### Vor der NFL (1920–1923)
Die Wurzeln des Teams lassen sich auf den 1899 gegründeten Club Frankford Athletic Association zurückverfolgen. Dieser Sportverein organisierte auch eine American-Football-Mannschaft die gegen örtliche Teams spielte. 1909 wurde die örtliche Mannschaft als Loyola A.C. bezeichnet. Die Popularität von American Football in Philadelphia stieg nach dem Ende des Ersten Weltkrieges. So entschlossen sich Unternehmer aus Frankford 1920 unter dem Namen Frankford Athletic Association erneut eine American-Football-Mannschaft zu organisieren. Shep Royle, der Besitzer einer Textilfabrik wurde Präsident des Vereins, der bald über 1000 Mitglieder hatte. Bald galten die als „Yellow Jackets“ bezeichnete Mannschaft als eins der besten Teams an der Ostküste der Vereinigten Staaten, gegen das auch andere professionelle Teams spielten. Größte lokale Rivalen waren die Teams Union A. A. und Philadelphia Quakers. Für die Spiele verstärkten sich die Mannschaften mit Spielern der APFA, insbesondere von den Buffalo All-Americans.
1920 und 1921 ging das Finalspiel um die Stadtmeisterschaft von Philadelphia noch verloren. Daraufhin warb man die besten Spieler der anderen Mannschaften ab, die Quakers mussten daraufhin den Spielbetrieb einstellen und die Yellow Jackets konnten 1922 erstmals die Stadtmeisterschaft für sich entscheiden. Am Ende der Saison spielte das Team noch vier Spiele gegen Teams aus der NFL, von denen sie drei gewannen. Da Spiel gegen die Buffalo All-Americans wurde von 20.000 Zuschauern gesehen. Der Zuspruch zur Mannschaft war inzwischen so groß, dass Frankford 1923 für 100.000 Dollar das Frankford Stadium bauen ließ. Auch in der 1923 Saison spielte das Team zunächst gegen regionale Football-Teams um dann am Ende der Saison mehrere NFL-Teams zu Gast zu haben. An Spielergehältern wurden insgesamt über 31.000 Dollar gezahlt. Royle versuchte Anfang 1924 zunächst eine Eastern Professional Football League zu gründen. Nachdem dies scheiterte beabsichtigte er der National Football League beizutreten. Er nahm jedoch an, dass die NFL nur Teams aus dem mittleren Westen aufnehmen würde. Am 25. Juli 1924 erhielt das Team schließlich das NFL-Franchise und war damit das erste Team an der Ostküste der Vereinigten Staaten.

### NFL (1924–1931)
Da auf Grund der damals geltenden gesetzlichen Regelungen im Bundesstaat Pennsylvania sonntags nicht gespielt werden konnte, spielte das Team zeitweise an einem Wochenende zwei NFL-Spiele. Am Samstag die Heimspiele und am Sonntag dann ein Auswärtsspiel. So war es dem Team möglich in der Saison 1924 in 10 Spielwochen 14 NFL-Spiele auszutragen. Dazu kamen noch drei Spiele gegen Nicht-NFL-Teams. Das von Punk Berryman trainierte Team beendete de Saison mit 17 Siegen, drei Niederlagen und einem Unentschieden. Gegen NFL-Teams hatte die Mannschaft elf Siege, zwei Niederlagen und ein unentschieden. Am Ende der Saison wurden sie auf Grund des schlechteren Gewinnverhältnisses Dritter hinter den Cleveland Bulldogs und den Chicago Bears.
Für die Saison 1925 gelang es dem Team Guy Chamberlin als Spieler und Trainer zu verpflichten. Dieser war in den drei Jahren zu vor mit den Canton Bulldogs und den Cleveland Bulldogs NFL-Meister geworden. Ins Wettkampfjahr startete das Team mit neun Siegen und einer Niederlagen. Dann kam es jedoch zu Verletzungen bei mehreren wichtigen Spielern, unter anderem Chamberlin. Nachdem die Mannschaft gegen die Pottsville Maroons am 29. November mit 49:0 verloren, wurde der Kapitän Russell K. „Bull“ Behman entlassen. Dies wurde damit begründet, dass er nicht sein ganzes Leistungsvermögen gezeigt hätte und im Streit mit anderen Spielern lag. Der Mannschaft gelangen im Dezember noch zwei Siege und konnte die Saison mit 13 Siegen und sieben Niederlagen beenden. Dies reichte für den sechsten Platz in der Meisterschaft. Neben den zwanzig Spielen gegen Liga-Konkurrenten, gab es noch zwei Spiele gegen das Team All-New Britain aus Connecticut. Am 12. Dezember 1925 spielten die Pottsville Maroons als beste NFL-Mannschaft ein Freundschaftsspiel gegen die „Notre Dame All-Stars“ im Shibe Park in Philadelphia. Die Yellow Jackets setzten für den gleichen Tag ein Liga-Spiel gegen die Cleveland Bulldogs an und reklamierten die Verletzung ihrer Gebietsrechte. In der Folge suspendierte die NFL die Maroons von der Liga-Wertung 1925 und ernannte die Chicago Cardinals zum Meister.
Vor Beginn der Saison 1926 wurde Theodore Holden Präsident der Frankford Athletic Association. Erneut spielte die Mannschaft unter der Führung von Guy Chamberlin. Nachdem das erste Saisonspiel gegen die Akron Indians unentschieden ausging, gelang dem Team eine Sechs-Siege-Serie. Diese wurde durch eine knappe Heimniederlage gegen die Providence Steam Roller am 30. Oktober beendet. Anschließend spielte das Team ausschließlich daheim und gewann bis auf das letzte Saisonspiel alle weiteren Spiele. Nur gegen die Pottsville Maroons trennte man sich am 18. Dezember punktelos. Damit gelang es mit 14 Siegen, einer Niederlage und zwei Unentschieden die Meisterschaft zu gewinnen. Dazu wurden zwei weitere Spiele gegen nicht NFL-Teams gespielt. In der Saison begründete das Team auch die bis zur Saison 1930 währende Tradition eines Thanksgiving-Day-Spiel gegen die Green Bay Packers. Der Rekord von 14 Saisonsiegen wurde erst 1984 von den San Francisco 49ers übertroffen.
Am Ende der Saison verließen Chamberlin und weitere Leistungsträger das Team, da die Yellow Jackets die Gehaltsforderungen nicht erfüllen konnten. Holden trat nach einer Saison als Präsident zurück. Ihm folgte der Anwalt und langjähriges Vorstandsmitglied der FAA James P. Adams als neuer Präsident.
Für die Saison 1927 konnte der College-Head-Coach Charley Moran als Cheftrainer gewonnen werden. Zeitweise übernahm sein Sohn Tom Moran die Aufgabe, als Charley Moran in der Baseball-Meisterschaft als Schiedsrichter tätig war. Nachdem die Mannschaft Ende Oktober nach acht Spielen, zwei Siege, fünf Niederlagen und ein Unentschieden erreicht hatte, übernahmen angeführt von Ed Weir, Russ Daugherty, Charlie Rogers und Swede Youngstrom die sportliche Leitung des Teams. Am Ende der Saison wurde die Mannschaft mit sechs Siegen, neun Niederlagen und drei Unentschieden Siebtplatzierte von zwölf Teams. Zusätzlich spielte das Team noch drei Spiele gegen die All-New Britain und die Atlantic City Roses.
1928 spielte das Team wieder besser. Unter der Führung von Ed Weir gewann das Team elf Spiele, verlor drei und spielte zweimal unentschieden. Am Ende reichte es zum zweiten Platz hinter den Providence Steam Roller. Zusätzlich spielte das Team noch sechs Nicht-NFL-Spiele.
1929 übernahm Russell K. „Bull“ Behman die Position als Haupttrainer. Das Team gewann zehn Spiele, verlor vier und spielte fünf unentschieden. Damit gelang ein dritter Platz in der Meisterschaft. Weiterhin spielte das Team drei Nicht-NFL-Spiele.
Vor der Saison 1930 nahmen Behman und Wally Diehl an einer Coaching-Schule teil. Gleichzeitig wurde aber aus Kostengründen auf erfahrende Spieler verzichtet und stattdessen Neulinge vom College verpflichtet. Dies hatte zur Folge, dass nach zwei Siegen zu Beginn der Saison die nächsten zehn Spiele verloren gingen. Erst mit der Übernahme von ehemaligen Spielern der Minneapolis Red Jackets und deren Trainers George Gibson gelang es zwei weitere Siege zu erreichen. Am Saisonende stand das Team bei vier Siegen, dreizehn Niederlagen und einem Unentschieden. Damit wurde man 9. von 11. Mannschaften. Gegen Nicht-NFL-Teams gelangen noch zwei Siege. Auf Grund der wirtschaftlichen Auswirkungen der Großen Depression und der schlechten Ergebnisse der Mannschaft, gelang es nicht die wirtschaftlich notwendigen Besucherzahlen zu generieren.
Am 27. Juli 1931 kam es zur letztendlichen Katastrophe für die Yellow Jackets. Das Frankford Stadium wurde durch ein Feuer weitgehend zerstört. Damit besaß das Team keine eigene Heimspielstätte mehr. In den möglichen Stadien Philadelphia Municipal Stadium und Baker Bowl waren kaum noch freie Spieltermine verfügbar. So waren schließlich fünf der acht Saisonspiele Auswärtsspiele. Das Team konnte in der Saison von acht NFL-Spielen nur ein Spiel gewinnen, ein weiteres endete unentschieden.

### Verbleib
Da sich für das Team kein Käufer fand, wurde das Franchise an die NFL zurückgegeben. Ende Februar 1932 stellte das Team den Antrag auf Bestellung eines Insolvenzverwalters. Neben der Footballmannschaft wurde durch die Frankford Athletic Association ein Baseball-Team und ein Basketball-Team betrieben, dieses trug bis Mitte der 1930er Jahre noch örtliche Spiele aus.
Da mit dem Konkurs der Yellow Jackets nunmehr auch die Gebietsrechte für Philadelphia wieder verfügbar waren, erwarben der Aktienhändler Bert Bell und der Football-Trainer Lud Wray 1933 ein NFL-Franchise und gründeten die Philadelphia Eagles. Ihnen kam auch entgegen, dass das Sonntagsspiel-Verbot in Pennsylvania aufgehoben wurde.

## Uniform
Die Frankford Yellow Jackets spielten in ihrem ersten NFL-Jahr 1924 in hellblauen Jerseys mit gelben Ziffern. Auf der Brust trugen sie ein gelbes F. Ab 1925 war das Jersey gelb, später mit blauen Ärmeln. Als Alternativuniform war es blau mit gelben Ärmeln. Die Ziffern waren entweder blau bei den gelben Jerseys oder gelb bei den blauen. Ab 1926 trugen sie auf der Brust das Logo FYJ.

## Statistik
| Saison | Liga (evt) | Siege | Niederlagen | Unentschieden | Punkte erzielt | Punkte zugelassen | Platzierung | Head Coach                                                                                       |
| ------ | ---------- | ----- | ----------- | ------------- | -------------- | ----------------- | ----------- | ------------------------------------------------------------------------------------------------ |
| 1920   |            | 8     | 1           | 1             | 258            | 29                |             |                                                                                                  |
| 1921   |            | 6     | 1           | 2             | 228            | 23                |             |                                                                                                  |
| 1922   |            | 11    | 1           | 1             | 293            | 22                |             |                                                                                                  |
| 1923   |            | 9     | 2           | 2             | 210            | 26                |             |                                                                                                  |
| 1924   | NFL        | 11    | 2           | 1             | 326            | 109               | 3. (von 18) | Robert Norman „Punk“ Berryman                                                                    |
| 1925   | NFL        | 13    | 7           | 0             | 190            | 169               | 6. (von 20) | Guy Chamberlin                                                                                   |
| 1926   | NFL        | 14    | 1           | 2             | 236            | 49                | 1. (von 22) | Guy Chamberlin                                                                                   |
| 1927   | NFL        | 6     | 9           | 3             | 152            | 166               | 7. (von 12) | Charley Moran (8 Spiele); Russ Daugherty (Co-Coach Charley Rogers, Ed Weir und Swede Youngstrom) |
| 1928   | NFL        | 11    | 3           | 2             | 175            | 84                | 2. (von 10) | Ed Weir                                                                                          |
| 1929   | NFL        | 10    | 4           | 5             | 129            | 128               | 3. (von 12) | Russell K. „Bull“ Behman                                                                         |
| 1930   | NFL        | 4     | 13          | 1             | 113            | 321               | 9. (von 11) | Russell K. „Bull“ Behman (12 Spiele); George Gibson (6 Spiele)                                   |
| 1931   | NFL        | 1     | 6           | 1             | 13             | 99                | 9. (von 10) | Russell K. „Bull“ Behman                                                                         |

## Mitglieder in der Pro Football Hall of Fame
| Frankford Yellow Jackets Hall of Famers | Frankford Yellow Jackets Hall of Famers | Frankford Yellow Jackets Hall of Famers | Frankford Yellow Jackets Hall of Famers |
| Name                                    | Position                                | Spielzeit                               | Aufnahme in die HOF                     |
| --------------------------------------- | --------------------------------------- | --------------------------------------- | --------------------------------------- |
| Guy Chamberlin                          | End, Head Coach                         | 1925–1926                               | 1965                                    |
| William R. Lyman                        | Lineman                                 | 1925                                    | 1964                                    |

## Bekannte Spieler
- Tex Hamer; Fullback; spielte von 1924 bis 1927 bei den Frankford Yellow Jackets
- Ignacio Molinet; Fullback; spielte 1927 bei den Frankford Yellow Jackets, war als geborener Kubaner der erste lateinamerikanische Spieler in der NFL
- Swede Youngstrom; Guard, Tackle, End, Center; spielte 1926 und 1927 im Team
- Bill Hoffman; Tackle, Guard; spielte 1924 bis 1926 bei den Frankford Yellow Jackets
- Herb Stein; Center, Guard; spielte 1924 bei den Frankford Yellow Jackets
- Russ Stein; Offensive Lineman; spielte 1924 bei den Frankford Yellow Jackets
- Bill Springsteen; Defensive End; spielte 1925 und 1926 bei den Frankford Yellow Jackets